# Остерраде
Остерраде (нем. Osterrade) — община в Германии, в земле Шлезвиг-Гольштейн. 
Входит в состав района Дитмаршен. Подчиняется управлению КЛьГ Альберсдорф.  Население составляет 440 человек (на 31 декабря 2010 года). Занимает площадь 17,09 км².
Коммуна подразделяется на 7 сельских округов.